# 锦官驿街道
锦官驿街道是中华人民共和国四川省成都市锦江区下辖的一个街道办事处。锦官驿街道办事处驻一环路东五段5号。
2019年12月25日，成都市人民政府批复同意撤销合江亭街道、水井坊街道，设立锦官驿街道。

## 行政区划
锦官驿街道下辖以下村级行政区划单位：
水井坊社区、崇德里社区、合江亭社区、大慈寺社区、点将台社区、交子社区。